# 印第800
《印第800》是雅达利于1975年发行的街机竞速游戏。日本版由中村製作所（今南梦宫）销售。
据1976年3月《Replay》第一届年度街机榜统计，《印地800》是1975年美国第四大创收街机游戏。1976年10月，《RePlay》又将该作列为当年第四大营收街机游戏。游戏还是日本1976年第十大创收街机游戏。